# Rachel Szor
Rachel Szor (en hebreo רחל שור) es una directora, escenógrafa y directora de fotografía israelí, ganadora del Premio Oscar al mejor documental en 2025 por No Other Land.

## Biografía
Rachel Szor hizo su debut como directora con el documental No Other Land, codirigido con Basel Adra, Yuval Abraham y Hamdan Ballal, que se estrenó en el Festival de Cine de Berlín de 2024.    Gracias a este trabajo ganó el Premio Oscar al Mejor Largometraje Documental.

## Filmografía

### Directora, guionista y Directora de fotografía
- No Other Land, codirección con Basel Adra, Yuval Abraham y Hamdan Ballal (2024)

## Premios
- Premio de la Academia
  - 2025 - Mejor documental por No Other Land[2]
- Premio BAFTA
  - 2025 - Nominación al Mejor Documental por No Other Land